# Manturovo
Manturovo (oroszul: Мантурово) város Oroszország Kosztromai területén, a Manturovói járás székhelye.
Lakossága: 17 479 fő (a 2010. évi népszámláláskor).

## Fekvése
Kosztromától 260 km-re északkeletre, az Unzsa (a Volga mellékfolyója) jobb partján helyezkedik el. Vasútállomás a transzszibériai vasútvonal északi ágának Buj–Kotyelnyics közötti szakaszán. A Kosztromai terület keleti vidékén át vezető főúton fekszik, az országút és a vasútvonal találkozási pontja.
Környékén, az Unzsa völgyében foszforit- és palalelőhelyek találhatók.

## Története
A város több kis település egyesítésével keletkezett. Az Unzsa folyóhoz közel fekvő Manturovo faluról először egy 1617-ben keletkezett irat tesz említést, más apró falvakkal együtt. 1870-ben egy Mokrovszkoje nevű falu lett a térség közigazgatási székhelye. 1872-ben megindult a folyón a gőzhajózás, a 20. század elején pedig a vidéken megjelent a vasút, és egyik fontos állomását Manturovo faluban alakították ki. A vasútvonal megnyitása (1906 végén) lehetővé tette, hogy az erdőkben gazdag vidéken kitermelt és a folyón leúsztatott fát helyben dolgozzák fel. A közelben több fűrészüzem és munkástelepülés jött létre. Az állomás, Mokrovszkoje falu és az üzemekhez tartozó települések egyesítésével hozták létre 1929-ben Manturovo települést. 1958-ban egy újabb helységet csatoltak hozzá, és az így már több mint 25 ezer lakosú Manturovót várossá nyilvánították.

## Gazdaság
A szovjet korszakban a fafeldolgozás folytatódott, és a városban lenfeldolgozót, téglagyárat, traktorjavító üzemet, nagy hidrolízis üzemet (biokémiai gyárat), öntödei és mechanikai gyárat is alapítottak. 
Egy részük (többszöri átalakulás után) napjainkban is működik. Legfontosabb vállalata, a rétegelt lemezt gyártó kombinát az egyik régi fafeldolgozó üzemből nőtt ki. A gyár 2009-ben leégett, de egy évvel később és korszerűbb gépparkkal újra elkezdhette a termelést. 
A biokémiai gyár hidrolízissel élesztőt készített mezőgazdasági célú felhasználásra (takarmány céljára), de 1988-ban a gyártást környezetvédelmi okokból leállították. A helyén létrehozott két vállalat közül az egyik gyógyászati készítményeket (Ingakamf), a másik (Medkompressz+) vattát, kötszert, a sebészetben is használatos 12 rétegű törlőkendőket állít elő. 
Az öntöde helyi alapanyag és kokszolható szén hiánya miatt 1993-ban megszűnt. A korábbi tejfeldolgozó üzem márkás sajtok gyártására specializálódott. Szénsavas ásványvíz- és üdítőitalgyártása is jelentős.